# Perlsdorf
Perlsdorf ist eine ehemalige Gemeinde mit 328 Einwohnern (Stand 1. Jänner 2024) im Südosten der Steiermark im Bezirk Südoststeiermark. Im Rahmen der Gemeindestrukturreform in der Steiermark ist die Gemeinde seit 2015 mit der Gemeinde Paldau zusammengeschlossen, die neue Gemeinde wird den Namen Paldau weiterführen. Grundlage dafür ist das Steiermärkische Gemeindestrukturreformgesetz – StGsrG.

## Geografie

### Geografische Lage
Perlsdorf liegt circa 35 km südöstlich von Graz und circa 8 km südwestlich der Bezirkshauptstadt Feldbach im Oststeirischen Hügelland.

### Gliederung
Die ehemalige Gemeinde bestand aus der einzigen gleichnamigen Katastralgemeinde bzw. Ortschaft. Außer der Rotte Perlsdorf gehörten noch die weiteren Ortsteile Hauskahr, Raffleregg, Roggenberg, Rohrgraben, Schieferberg, Schoberviertel, Sieglegg, Tixenberg und Warth zur ehemaligen Gemeinde.

### Ehemalige Nachbargemeinden
- im Norden: Paldau
- im Osten: Gnas
- im Süden: Gnas
- im Westen: Kohlberg

## Geschichte
Schon weit vor der ersten urkundlichen Erwähnung lassen Bodenfunde auf eine Siedlung schließen. Es sind dies die „Tumuli“ – aufgeworfene Grabhügel mit recht bescheidenen Grabbeigaben. Diese ältesten Zeugen einer Besiedlung des Perlsdorfer Talkessels stammen aus römischer und vorrömischer Zeit und lassen auf eine, wenn auch kleine und bescheidene Ansiedlung schließen.

### Namensherkunft
Schon zur Römerzeit waren die Perlen der Flussperlmuschel sehr begehrt. Das ist auch der Grund, dass diese Muschelart die früher über ganz Europa verbreitet war, fast zur Gänze ausgerottet ist. In der volkstümlichen Namenserklärung wird auf diese Perlen zurückgegriffen. Eine zwar recht schöne Erklärung, aber historisch und sprachwissenschaftlich nicht haltbar. Da schon eher der „perlein“ – der kleine Bernhart. Der alte deutsche Rufname Bernhart ist eine Zusammensetzung aus dem Althochdeutschen, aus „bero“ – der Bär und „harti“ – stark/tapfer/mutig.
Der Begriff „torf“ bedeutet Dorf. Sprachwissenschaftlich ergibt sich daher eindeutig ein kleiner Bernhard, ein „perlein“ als Namensgeber von Perlsdorf zu erkennen. Wann der kleine Bernhart,- der Perlein-, hier seine bescheidene Behausung baute und damit Perlsdorf seinen Namen gegeben hat, ist historisch nicht fassbar, dazu wird der Ort erstmals urkundlich viel zu spät erwähnt.

## Kultur und Sehenswürdigkeiten

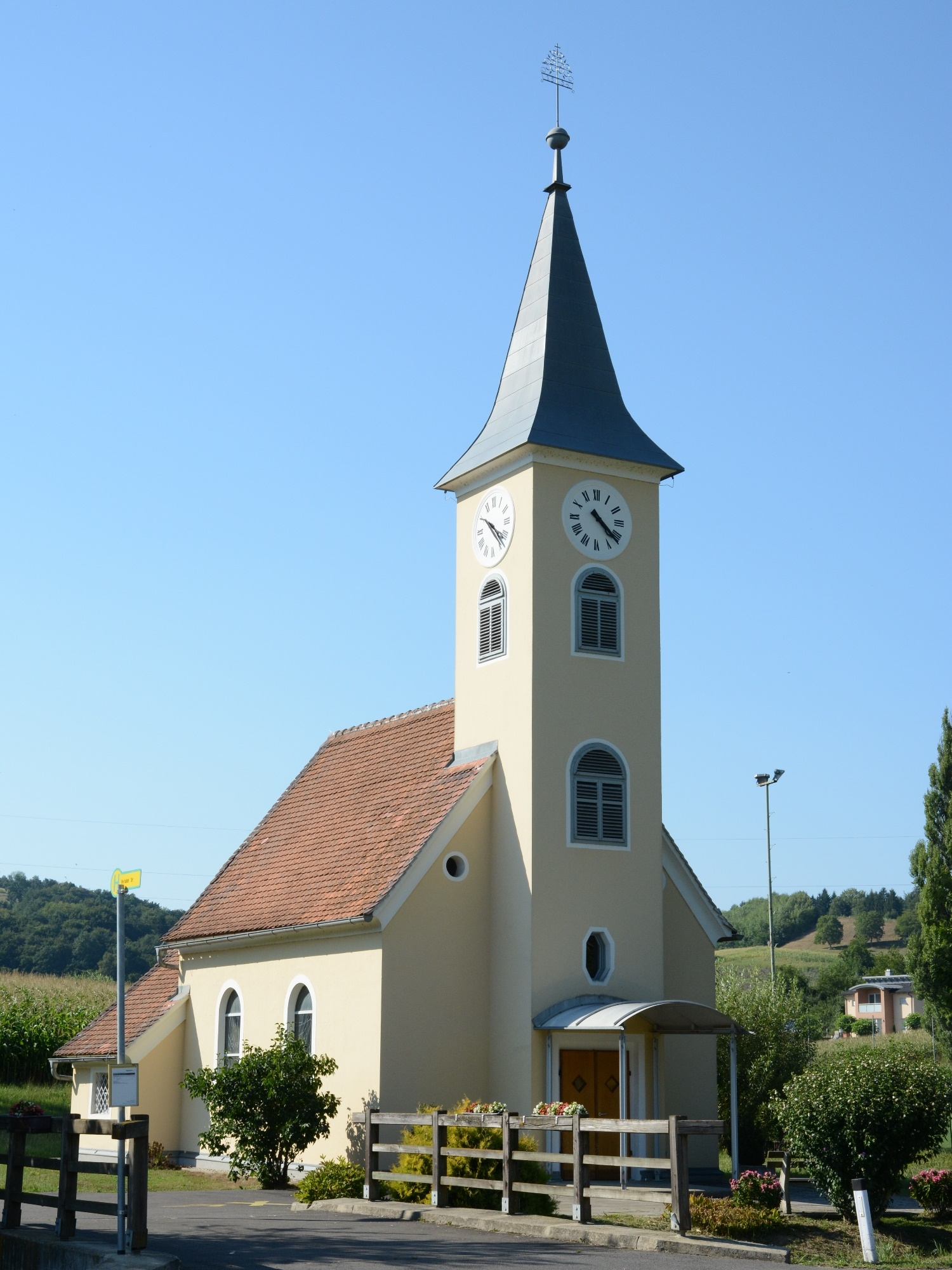
Kapelle Perlsdorf

Als 1992 die Renovierung der Dorfkapelle angefangen wurde, gab man auch neue Glasfenster bei Edith Temmel in Auftrag, wohl wissend, dass diese durchaus anders ausfallen würden, als man das von Dorfkapellen in der Gegend gewohnt ist. Die in Schlierbach gefertigten Fenster haben zwar Engel zum Thema, zeigen aber keine beflügelten Wesen, sondern lassen vielmehr ihre Kraft erahnen. Die kräftigen Farben und Formen lassen in unserem Herzen ein Bild davon entstehen, was unsere Augen nie erblicken können.

## Politik

### Gemeinderat
Der Gemeinderat bestand aus neun Mitgliedern und setzte sich seit der Gemeinderatswahl 2010 aus Mandaten der folgenden Parteien zusammen:
- 7 ÖVP – stellte Bürgermeister und Vizebürgermeister
- 2 SPÖ

### Wappen
Blasonierung (Wappenbeschreibung):
„In Rot zwei einander zugekehrte herschauende silberne Jungbären, mit den inneren Vordertatzen einen silbernen Perlenkranz haltend.“
Das mit Wirkung vom 1. Juli 1997 von Landeshauptmann Waltraud Klasnic verliehene Gemeindewappen von Perlsdorf ist ein redendes Wappen. Auf blutrotem Grund, -der Farbe des Lebens-, schauen den Betrachter zwei silberne Jungbären an. Die kleinen Bären stehen nicht nur für den „perlein“ als Namensgeber. Der Bär wurde schon in frühesten Kulturen als Mittler zwischen Himmel und Erde verehrt. Silber steht für das stete Streben nach Erfolg. Ihre Tatzen halten eine Perlenkette ohne Anfang und Ende, das Symbol des Himmels und der Ewigkeit.

## Persönlichkeiten
- Johann Neuhold (1933–2012), Landwirt und Politiker (ÖVP)

## Ehrenbürger der Gemeinde
- Anton Kohlmeier († 2021), Bürgermeister von Perlsdorf 1981–2000[5]